# Bogens socken
Bogens socken i Värmland ingick i Jösse härad, ingår sedan 1971 i Arvika kommun och motsvarar från 2016 Bogens distrikt.
Socknens areal är 84,64 kvadratkilometer varav 78,21 land. År 2000 fanns här 60 invånare. Orten Mitandersfors samt sockenkyrkan Bogens kyrka ligger i socknen.

## Administrativ historik
Socknen bildades 1850 genom utbrytning ur Gunnarskogs socken och Eda socken.
Vid kommunreformen 1862 övergick socknens ansvar för de kyrkliga frågorna till Bogens församling och för de borgerliga frågorna bildades Bogens landskommun. Landskommunen inkorporerades 1952 i Gunnarskogs landskommun som 1971 uppgick i Arvika kommun.  Församlingen uppgick 2010 i Gunnarskogs församling.
1 januari 2016 inrättades distriktet Bogen, med samma omfattning som församlingen hade 1999/2000.
Socknen har tillhört län, fögderier, tingslag och domsagor enligt vad som beskrivs i artikeln Jösse härad. De indelta soldaterna tillhörde Värmlands regemente och Jösse kompani.

## Geografi
Bogens socken ligger norr om Arvika vid gränsen mot Norge. Orten Mitandersfors finns där Bogsälven mynnar i Varaldsjön. Socknen är en bergs- och skogsbygd.

## Fornlämningar
Fångstgropar har påträffats.

## Namnet
Namnet skrevs 1814 Bogen och avsåg då det hemman som gett socknen dess namn. Namnet innehåller troligen baugr, 'ring' syftande på den båge Bogsälven bildar vid platsen.
Förr benämndes socknen även Gunnarskogs finnskog.

## Befolkningsutveckling
| Befolkningsutvecklingen i Bogens socken 1860–1990             | Befolkningsutvecklingen i Bogens socken 1860–1990 | Befolkningsutvecklingen i Bogens socken 1860–1990 | Befolkningsutvecklingen i Bogens socken 1860–1990 | Befolkningsutvecklingen i Bogens socken 1860–1990 |
| ------------------------------------------------------------- | ------------------------------------------------- | ------------------------------------------------- | ------------------------------------------------- | ------------------------------------------------- |
|                                                               |                                                   |                                                   |                                                   |                                                   |
| År                                                            |                                                   |                                                   | Folkmängd                                         |                                                   |
| 1860                                                          | 1860                                              |                                                   | 661                                               |                                                   |
| 1870                                                          | 1870                                              |                                                   | 547                                               |                                                   |
| 1880                                                          | 1880                                              |                                                   | 517                                               |                                                   |
| 1890                                                          | 1890                                              |                                                   | 410                                               |                                                   |
| 1900                                                          | 1900                                              |                                                   | 368                                               |                                                   |
| 1910                                                          | 1910                                              |                                                   | 311                                               |                                                   |
| 1920                                                          | 1920                                              |                                                   | 262                                               |                                                   |
| 1930                                                          | 1930                                              |                                                   | 277                                               |                                                   |
| 1940                                                          | 1940                                              |                                                   | 267                                               |                                                   |
| 1950                                                          | 1950                                              |                                                   | 262                                               |                                                   |
| 1960                                                          | 1960                                              |                                                   | 244                                               |                                                   |
| 1970                                                          | 1970                                              |                                                   | 161                                               |                                                   |
| 1980                                                          | 1980                                              |                                                   | 117                                               |                                                   |
| 1990                                                          | 1990                                              |                                                   | 69                                                |                                                   |
| Anm: Källor: Demografiska databasen, CEDAR, Umeå universitet. |                                                   |                                                   |                                                   |                                                   |